# Ukrajina na zimních olympijských hrách
Ukrajina na zimních olympijských hrách startuje od roku 1994. Toto je přehled účastí, medailového zisku a vlajkonošů na dané sportovní události.

## Účast na Zimních olympijských hrách
| Dějiště ZOH            | ZOH      | Vlajkonoš                                                 | Zlatá medaile | Stříbrná medaile | Bronzová medaile | Celkem |
| ---------------------- | -------- | --------------------------------------------------------- | ------------- | ---------------- | ---------------- | ------ |
| 1994 Lillehammer       | ZOH 1994 | Viktor Petrenko                                           | 1             |                  | 1                | 2      |
| 1998 Nagano            | ZOH 1998 | Andrij Deryzemlja                                         |               | 1                |                  | 1      |
| 2002 Salt Lake City    | ZOH 2002 | Olena Petrova                                             |               |                  |                  | 0      |
| 2006 Turín             | ZOH 2006 | Natalija Jakušenková                                      |               |                  | 2                | 2      |
| 2010 Vancouver         | ZOH 2010 | Lilia Ludanová                                            |               |                  |                  | 0      |
| 2014 Soči              | ZOH 2014 | Valentyna Ševčenková                                      | 1             |                  | 1                | 2      |
| 2018 Pchjongčchang     | ZOH 2018 | Olena Pidhrušná (zahájení) Oleksandr Abramenko (ukončení) | 1             | 0                | 0                | 1      |
| 2022 Peking            | ZOH 2022 | Oleksandr Abramenko Oleksandra Nazarova                   |               | 1                |                  | 1      |
| 2026 Milán             | ZOH 2026 |                                                           |               |                  |                  |        |
| Celkem                 | 8        |                                                           | 3             | 2                | 4                | 9      |
| Zdroj na Olympedia.org |          |                                                           |               |                  |                  |        |